# إدوارد جيبسون
إدوارد جيبسون (بالإنجليزية: Edward Gibson) (و. 1936 – م) هو رائد فضاء، ومهندس، وفيزيائي، وطيار من الولايات المتحدة الأمريكية . ولد في بوفالو، نيويورك .

## ريادة الفضاء
شارك في المهمات الفضائية:
- سكايلاب 4
- سكاي لاب.

## التعليم
تعلم في معهد كاليفورنيا للتقنية، وجامعة روتشستر